# Glossaire des jeux
Ce glossaire vous propose des renvois vers des articles consacrés à des termes employés en jeu ou de courtes définitions du sens particulier d'un terme
- Haut – A
- B
- C
- D
- E
- F
- G
- H
- I
- J
- K
- L
- M
- N
- O
- P
- Q
- R
- S
- T
- U
- V
- W
- X
- Y
- Z

## B
- Bluff
- Brelan : trois cartes différentes mais de même valeur. Voir poker.

## C
- Carte à jouer
- Carré : quatre cartes différentes mais de même valeur. Voir poker.

## D
- Dé
- Défausse : pile de cartes retirées de la main sans être jouées. Voir Jeu de défausse
- Donneur : joueur qui distribue les cartes.

## F
- Flamber : miser beaucoup d'argent au jeu

## L
- Levée : ensemble des cartes ramassées par un joueur. Voir Jeu de levées

## M
- Main : ensemble des cartes tenues en main par un joueur. Voir Jeu de levées.
- Manche : partie de jeu qui peut se répéter. Unité de découpage du temps de jeu. « Le vainqueur est le premier à gagner deux manches »
- Mort : au bridge, main étalée au vu de tous du partenaire du déclarant.

## P
- Paire : deux cartes différentes mais de même valeur. Voir poker.
- Piger : québécois, synonyme de piocher.
- Pioche : ensemble des cartes généralement face cachée et placées en un paquet, duquel les joueurs tirent des cartes en selon les règles du jeu.
- Piocher : prendre en main la première carte de la pioche.
- Pli : Levée une fois ramassée et retourné devant le joueur. Voir Jeu de levées.
- Prendre : généralement, capturer une pièce. "Prendre le cavalier adverse"

## R
- Règle de jeu

## T
- Tablier
- Triche

## V
- Videau